# 叫拜樓

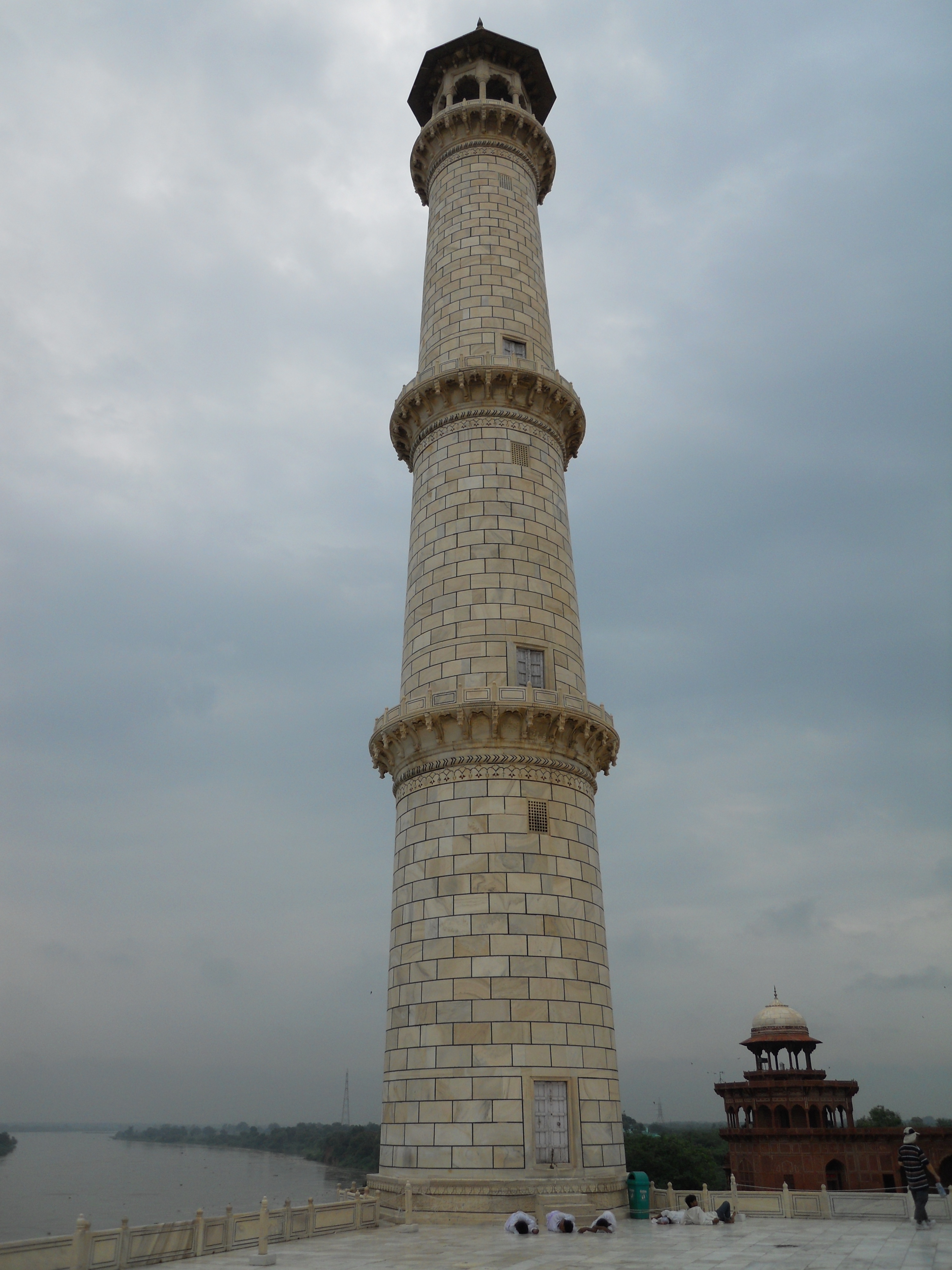
泰姬陵的叫拜樓

宣礼塔（波斯語： menare；源自阿拉伯语： manāra，燈塔的意思），又稱光塔或是喚拜塔，是清真寺常有的建築，用以召喚信眾禮拜（早期用火把照明，後期由穆安津呼叫，現代採用擴音器）。
早期的伊斯蘭清真寺中無此建築，約在穆罕默德去世80年前後才出現。

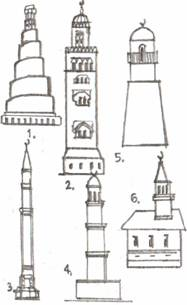
宣礼塔类型 1. 伊拉克 2. 摩洛哥 3. 土耳其 4. 印度, 5. 埃及 6. 亚洲.

## 相關
- 宣禮

## 外部連結
- 台北清真寺 （页面存档备份，存于）